# Markuševec Turopoljski
Markuševec Turopoljski je naseljeno mjesto u Republici Hrvatskoj u Zagrebačkoj županiji. Nalazi se u Turopolju, a administrativno je u sastavu grada Velike Gorice. Proteže se na površini od 3,96 km². Prema popisu stanovništva iz 2011. godine Markuševec Turopoljski ima 328 stanovnika koji žive u 88 kućanstava (prema popisu iz 2001.). Gustoća naseljenosti iznosi 83 st./km².

## Stanovništvo
| broj stanovnika | 111   | 119   | 123   | 136   | 163   | 189   | 188   | 197   | 209   | 218   | 214   | 188   | 211   | 216   | 313   | 328   | 378   |
|                 | 1857. | 1869. | 1880. | 1890. | 1900. | 1910. | 1921. | 1931. | 1948. | 1953. | 1961. | 1971. | 1981. | 1991. | 2001. | 2011. | 2021. |